# Budha
Budha (v dévanágarí बुध) je jméno pro planetu Merkur používané v hinduistické mytologii. Často se mylně zaměňuje s výrazem Buddha (v dévanágarí बुद्ध).
Budha jako hinduistické božstvo je synem Čandry (Měsíce) a patronem obchodu. Obvykle se zobrazuje jako muž se zelenou barvou pleti a klidným výrazem v tváři, jeho jízdním zvířetem je zpravidla lev.
Podobně jako Merkur ve starověkém evropském kalendáři, i Budha je v Indii patronem dne středy, která ve většině moderních indických jazyků nese název Budhvár (v dévanágarí बुधवार).